# アンソニー・ルイス・スカーモリン
アンソニー・ルイス・スカーモリン（Anthony Louis Scarmolin、1890年7月30日 – 1969年7月13日）は、イタリア生まれのアメリカ合衆国の作曲家。
スキーオ出身。1900年に両親とともにアメリカ合衆国に移住し、ニュージャージー州で育った。ピアノをニューヨークのドイツ音楽院で学ぶ一方、作曲を独学で学び、1907年に音楽院を卒業した。
当初は教会音楽、ライト・ミュージック、サロン音楽、教育用の作品などの小曲を作曲していたが、同時にシリアスな音楽も手掛け、初めてのオペラの『中断されたセレナーデ』はベニャミーノ・ジーリ主演でメトロポリタン歌劇場で上演された。
第一次世界大戦では軍楽隊でピアノとクラリネットを演奏した。戦後はユニオンシティのエマーソン高校をはじめとして様々なオーケストラや吹奏楽団を指導し、多くの教育的な作品を残した。1949年に心臓疾患のために指導は退いたものの、病のなか作曲を継続した。

## 作品

### 交響曲
- 交響曲第1番（1936）
- 交響曲第2番（1945-46）
- 交響曲第3番（1952）

### 管弦楽曲
- 3つの小品（1920）
- ワルツ・ピチカート（1937）
- シンフォニエッタ（1939）
- 序曲とタランテラ（1946）
- 弦楽のためのアリオーソ（1953）
- イタリア序曲（1955）

### 室内楽曲
- 弦楽四重奏曲第1番（1940）
- 弦楽四重奏曲第2番（1955）

### カンタータ
- ヤイロの娘
- 山上の誘惑

### オペラ
- 中断されたセレナーデ（1913）
- カリフ（1948）

### 合唱曲
- 感謝祭
- クリスマス
- クレド
- ノスタルジア
- 鐘
- カラスのピクニック